# 德寧
德寧（？—？），清朝官員，蒙古鑲黃旗人。乾隆四十九年（1784年）甲辰科進士。

## 任職履歷
- 乾隆四十八年（1783年），举人。
- 乾隆四十九年（1784年），進士。
- 嘉慶二十四年（1819年）九月，甲子，由侍讀學士差陝甘學政。